# Pływanie na Letnich Igrzyskach Olimpijskich 1952 – 400 m stylem dowolnym mężczyzn
400 m stylem dowolnym mężczyzn – jedna z konkurencji pływackich rozgrywanych podczas XV Igrzysk Olimpijskich w Helsinkach. Eliminacje odbyły się 28 lipca, półfinały 29 lipca a finał 30 lipca 1952 roku.
Mistrzem olimpijskim został reprezentant Francji Jean Boiteux, który w finale poprawił swój rekord olimpijski ustanowiony dzień wcześniej, uzyskawszy czas 4:30,7. Srebrny medal, ze stratą 0,6 s do Francuza, zdobył Amerykanin Ford Konno. Brąz, z czasem 4:35,2 wywalczył Per-Olof Östrand ze Szwecji. Wcześniej, w eliminacjach Östrand pobił rekord olimpijski.

## Rekordy
Przed zawodami rekord świata i rekord olimpijski wyglądały następująco:
| Rekord            | Zawodnik      | Czas   | Miejsce   | Data            |       |
| ----------------- | ------------- | ------ | --------- | --------------- | ----- |
| Rekord świata     | John Marshall | 4:26,9 | New Haven | 24 marca 1951   |       |
| Rekord olimpijski | Bill Smith    | 4:41,0 | Londyn    | 4 sierpnia 1948 | [ 1 ] |

W trakcie zawodów ustanowiono następujące rekordy:
| Data     | Etap konkurencji | Zawodnik         | Czas   | Rekord |
| -------- | ---------------- | ---------------- | ------ | ------ |
| 28 lipca | eliminacje       | Per-Olof Östrand | 4:38,6 | OR     |
| 29 lipca | półfinał 1       | Jean Boiteux     | 4:33,1 | OR     |
| 30 lipca | finał            | Jean Boiteux     | 4:30,7 | OR     |

## Wyniki

### Eliminacje
Do półfinałów zakwalifikowało się 24 pływaków z najlepszymi czasami.

#### Wyścig eliminacyjny 1
| Miejsce | Zawodnik           | Państwo           | Czas   | Uwagi |
| ------- | ------------------ | ----------------- | ------ | ----- |
| 1.      | Jack Wardrop       | Wielka Brytania   | 4:43,7 | Q     |
| 2.      | Yasuo Tanaka       | Japonia           | 4:44,3 | Q     |
| 3.      | Gotfryd Gremlowski | Polska            | 4:49,0 | Q     |
| 4.      | Jo Bernardo        | Francja           | 4:53,5 | Q     |
| 5.      | Pentti Ikonen      | Finlandia         | 4:55,7 |       |
| 6.      | Geoffrey Marks     | Cejlon            | 5:15,2 |       |
| 7.      | Georg Mascetti     | Protektorat Saary | 5:31,2 |       |

#### Wyścig eliminacyjny 2
| Miejsce | Zawodnik             | Państwo  | Czas   | Uwagi |
| ------- | -------------------- | -------- | ------ | ----- |
| 1.      | Hironoshin Furuhashi | Japonia  | 4:43,3 | Q     |
| 2.      | Wiktor Drobinskij    | ZSRR     | 4:56,5 |       |
| 3.      | Neo Chwee Kok        | Singapur | 4:57,5 |       |
| 4.      | Eduardo Priggione    | Urugwaj  | 5:12,1 |       |
| 5.      | Walter Bardgett      | Bermudy  | 5:18,0 |       |
| 6.      | Sonny Monteiro       | Hongkong | 5:21,6 |       |

#### Wyścig eliminacyjny 3
| Miejsce | Zawodnik         | Państwo           | Czas   | Uwagi |
| ------- | ---------------- | ----------------- | ------ | ----- |
| 1.      | Jimmy McLane     | Stany Zjednoczone | 4:46,5 | Q     |
| 2.      | Dennis Ford      | Południowa Afryka | 4:50,2 | Q     |
| 3.      | Allen Gilchrist  | Kanada            | 4:52,5 | Q     |
| 4.      | Enrique Granados | Hiszpania         | 4:53,7 | Q     |
| 5.      | Federico Zwanck  | Argentyna         | 4:56,4 |       |
| 6.      | Ricardo Esperard | Brazylia          | 5:09,5 |       |
| 7.      | Walter Schneider | Szwajcaria        | 5:27,3 |       |

#### Wyścig eliminacyjny 4
| Miejsce | Zawodnik              | Państwo           | Czas   | Uwagi |
| ------- | --------------------- | ----------------- | ------ | ----- |
| 1.      | Jean Boiteux          | Francja           | 4:45,1 | Q     |
| 2.      | Graham Johnston       | Południowa Afryka | 4:52,3 | Q     |
| 3.      | Anatolij Raznoczincew | ZSRR              | 4:56,8 |       |
| 4.      | Peter Steinwender     | Austria           | 5:03,6 |       |
| 5.      | Peter Head            | Wielka Brytania   | 5:04,2 |       |
| 6.      | Cheung Kin Man        | Hongkong          | 5:11,4 |       |

#### Wyścig eliminacyjny 5
| Miejsce | Zawodnik                | Państwo           | Czas   | Uwagi |
| ------- | ----------------------- | ----------------- | ------ | ----- |
| 1.      | György Csordás          | Węgry             | 4:45,7 | Q     |
| 2.      | Ford Konno              | Stany Zjednoczone | 4:47,9 | Q     |
| 3.      | Joris Tjebbes           | Holandia          | 4:54,4 | Q     |
| 4.      | Carlos Alberto Bonacich | Argentyna         | 5:06,3 |       |
| 5.      | Per Olsen               | Norwegia          | 5:08,6 |       |
| 6.      | Pentti Paatsalo         | Finlandia         | 5:09,3 |       |
| 7.      | Robert Cook             | Bermudy           | 5:15,4 |       |

#### Wyścig eliminacyjny 6
| Miejsce | Zawodnik         | Państwo   | Czas   | Uwagi |
| ------- | ---------------- | --------- | ------ | ----- |
| 1.      | Per-Olof Östrand | Szwecja   | 4:38,6 | Q,    |
| 2.      | Gusztáv Kettesi  | Węgry     | 4:53,0 | Q     |
| 3.      | Garrick Agnew    | Australia | 4:55,5 | Q     |
| 4.      | Roar Woldum      | Norwegia  | 5:14,4 |       |
| 5.      | Einari Aalto     | Finlandia | 5:15,8 |       |

#### Wyścig eliminacyjny 7
| Miejsce | Zawodnik         | Państwo            | Czas   | Uwagi |
| ------- | ---------------- | ------------------ | ------ | ----- |
| 1.      | Tetsuo Okamoto   | Brazylia           | 4:46,1 | Q     |
| 2.      | John Marshall    | Australia          | 4:46,8 | Q     |
| 3.      | Gerry McNamee    | Kanada             | 4:53,5 | Q     |
| 4.      | Alfredo Yantorno | Argentyna          | 4:54,5 | Q     |
| 5.      | Ronald Burns     | Wielka Brytania    | 4:55,2 |       |
| 6.      | Nguyễn Văn Phan  | Wietnam Południowy | 5:36,5 |       |

#### Wyścig eliminacyjny 8
| Miejsce | Zawodnik         | Państwo           | Czas   | Uwagi |
| ------- | ---------------- | ----------------- | ------ | ----- |
| 1.      | Wayne Moore      | Stany Zjednoczone | 4:43,2 | Q     |
| 2.      | Peter Duncan     | Południowa Afryka | 4:44,0 | Q     |
| 3.      | Yoshio Tanaka    | Japonia           | 4:54,0 | Q     |
| 4.      | Angelo Romani    | Włochy            | 5:05,1 |       |
| 5.      | René Million     | Francja           | 5:07,0 |       |
| 6.      | Fernando Madeira | Portugalia        | 5:08,6 |       |
| 7.      | Muhammad Ramzan  | Pakistan          | 5:45,7 |       |

### Półfinały
W półfinałach udział wzięło 21 spośród 24 zakwalifikowanych pływaków.

#### Półfinał 1
| Miejsce | Zawodnik           | Państwo           | Czas   | Uwagi |
| ------- | ------------------ | ----------------- | ------ | ----- |
| 1.      | Jean Boiteux       | Francja           | 4:33,1 | Q,    |
| 2.      | Per-Olof Östrand   | Szwecja           | 4:33,6 | Q     |
| 3.      | Jack Wardrop       | Wielka Brytania   | 4:41,1 | Q     |
| 4.      | Jimmy McLane       | Stany Zjednoczone | 4:42,2 | Q     |
| 5.      | Graham Johnston    | Południowa Afryka | 4:45,5 |       |
| 6.      | Gotfryd Gremlowski | Polska            | 4:47,4 |       |
| 7.      | Yasuo Tanaka       | Japonia           | 4:48,0 |       |
| 8.      | Joris Tjebbes      | Holandia          | 5:01,9 |       |

#### Półfinał 2
| Miejsce | Zawodnik      | Państwo           | Czas   | Uwagi |
| ------- | ------------- | ----------------- | ------ | ----- |
| 1.      | Wayne Moore   | Stany Zjednoczone | 4:42,0 | Q     |
| 2.      | Yoshio Tanaka | Japonia           | 4:44,9 |       |
| 3.      | Gerry McNamee | Kanada            | 4:46,7 |       |
| 4.      | John Marshall | Australia         | 4:50,3 |       |
| 5.      | Dennis Ford   | Południowa Afryka | 4:53,6 |       |
| 6.      | Jo Bernardo   | Francja           | 4:56,0 |       |

#### Półfinał 3
| Miejsce | Zawodnik             | Państwo           | Czas   | Uwagi |
| ------- | -------------------- | ----------------- | ------ | ----- |
| 1.      | Ford Konno           | Stany Zjednoczone | 4:38,6 | Q     |
| 2.      | Peter Duncan         | Południowa Afryka | 4:41,7 | Q     |
| 3.      | Hironoshin Furuhashi | Japonia           | 4:44,2 | Q     |
| 4.      | Tetsuo Okamoto       | Brazylia          | 4:46,2 |       |
| 5.      | Allen Gilchrist      | Kanada            | 4:52,4 |       |
| 6.      | Gusztáv Kettesi      | Węgry             | 4:54,3 |       |
| 7.      | Enrique Granados     | Hiszpania         | 4:56,2 |       |

### Finał
| Miejsce | Zawodnik             | Państwo           | Czas   | Uwagi |
| ------- | -------------------- | ----------------- | ------ | ----- |
| 1. !    | Jean Boiteux         | Francja           | 4:30,7 | OR    |
| 2. !    | Ford Konno           | Stany Zjednoczone | 4:31,3 |       |
| 3. !    | Per-Olof Östrand     | Szwecja           | 4:35,2 |       |
| 4.      | Peter Duncan         | Południowa Afryka | 4:37,9 |       |
| 5.      | Jack Wardrop         | Wielka Brytania   | 4:39,9 |       |
| 6.      | Wayne Moore          | Stany Zjednoczone | 4:40,1 |       |
| 7.      | Jimmy McLane         | Stany Zjednoczone | 4:40,3 |       |
| 8.      | Hironoshin Furuhashi | Japonia           | 4:42,1 |       |